# Parophrys vetulus
Genre
Espèce
Le Carlottin anglais (Parophrys vetulus) est une espèce de poissons plats de la famille des Pleuronectidae. C'est la seule espèce du genre Parophrys.